# Liegi-Bastogne-Liegi 2014
La Liegi-Bastogne-Liegi 2014, centesima edizione della competizione, valevole come tredicesima prova dell'UCI World Tour 2014, si svolse il 27 aprile 2014 per un percorso di 262,9 km. Fu vinta dall'australiano Simon Gerrans, che concluse la corsa in 6h37'43" alla media di 39,66 km/h.
Dei 199 ciclisti alla partenza furono in 136 a concludere la gara.

## Squadre partecipanti
| N.      | Cod. | Squadra                 |
| ------- | ---- | ----------------------- |
| 1-8     | GRS  | Garmin-Sharp            |
| 11-18   | KAT  | Katusha Team            |
| 21-28   | MOV  | Movistar Team           |
| 31-38   | ALM  | AG2R La Mondiale        |
| 41-48   | LAM  | Lampre-Merida           |
| 51-58   | AST  | Astana Pro Team         |
| 61-68   | BMC  | BMC Racing Team         |
| 71-78   | OGE  | Orica-GreenEDGE         |
| 81-88   | FDJ  | FDJ.fr                  |
| 91-98   | BEL  | Belkin Pro Cycling Team |
| 101-108 | SKY  | Team Sky                |
| 111-118 | TCS  | Tinkoff-Saxo            |
| 121-128 | LTB  | Lotto-Belisol           |

| N.      | Cod. | Squadra                     |
| ------- | ---- | --------------------------- |
| 131-138 | GIA  | Team Giant-Shimano          |
| 141-148 | IAM  | IAM Cycling                 |
| 151-158 | CAN  | Cannondale                  |
| 161-168 | OPQ  | Omega Pharma-Quickstep      |
| 171-178 | TFR  | Trek Factory Racing         |
| 181-188 | TSV  | Topsport Vlaanderen-Baloise |
| 191-198 | EUC  | Team Europcar               |
| 201-208 | TNE  | Team NetApp-Endura          |
| 211-218 | COF  | Cofidis, Solutions Credits  |
| 221-228 | MTN  | MTN-Qhubeka                 |
| 231-238 | WGG  | Wanty-Groupe Gobert         |
| 241-248 | COL  | Colombia                    |

## Ordine d'arrivo (Top 10)
| Pos. | Corridore          | Squadra       | Tempo    |
| ---- | ------------------ | ------------- | -------- |
| 1    | Simon Gerrans      | Orica-GreenE. | 6h37'43" |
| 2    | Alejandro Valverde | Movistar Team | s.t.     |
| 3    | Michał Kwiatkowski | Omega Pharma  | s.t.     |
| 4    | Giampaolo Caruso   | Katusha Team  | s.t.     |
| 5    | Domenico Pozzovivo | AG2R La Mon.  | a 3"     |
| 6    | Tom-Jelte Slagter  | Garmin-Sharp  | s.t.     |
| 7    | Roman Kreuziger    | Tinkoff-Saxo  | s.t.     |
| 8    | Philippe Gilbert   | BMC Racing    | s.t.     |
| 9    | Daniel Moreno      | Katusha Team  | a 5"     |
| 10   | Romain Bardet      | AG2R La Mon.  | a 6"     |